# Fausto Sestini
Fausto Sestini (Campi Bisenzio, 1839 – Lucca, 1904) è stato un chimico agrario italiano.
Nato in una delle famiglie più importanti della Campi ottocentesca, Sestini fu professore di Chimica Agraria alla Scuola delle Cascine di Firenze ed alla Scuola Superiore di Agraria di Pisa, dove fu anche direttore del locale Gabinetto di Chimica Agraria, scrivendo testi e dedicandosi allo studio di miglioramenti di conduzione per l'agricoltura toscana.
Tra le sue numerose opere, quella di maggior successo fu il Corso di chimica ad uso delle scuole secondarie, pubblicato dai primi anni novanta del XIX secolo fino al 1921.
Fausto Sestini fondò la stazione agraria di Forlì e diresse quella di Udine. Morì a Lucca nel 1904.